# The Blue Dahlia
The Blue Dahlia is een Amerikaanse film noir uit 1946 onder regie van George Marshall. Destijds werd de film in Nederland uitgebracht onder de titel De blauwe dahlia.

## Verhaal
Wanneer actrice Helen Morrison dood wordt aangetroffen in haar woning, geldt haar man Johnny meteen als de hoofdverdachte. Met behulp van zijn vrienden George en Buzz wil hij de echte moordenaar vinden. Hij krijgt ook onverwachte hulp van Joyce Harwood, een nachtclubeigenares wier man een affaire had met Helen.

## Rolverdeling
| Acteur          | Personage       |
| --------------- | --------------- |
| Alan Ladd       | Johnny Morrison |
| Veronica Lake   | Joyce Harwood   |
| Hugh Beaumont   | George Copeland |
| William Bendix  | Buzz Wanchek    |
| Howard Da Silva | Eddie Harwood   |
| Doris Dowling   | Helen Morrison  |